# 鄭紳 (明朝)
鄭紳（1479年—1559年），字公珮，号敬庵，锦衣卫官籍直隶淶水縣人。明朝政治人物。

## 生平
正德二年（1507年）丁卯科顺天府乡试举人，九年（1514年）甲戌科二甲第九十三名進士，次年授户部主事，十四年丁父忧，服阕，十六年（1521年）补户部，升户部署员外郎事主事，九月升鸿胪寺右少卿，嘉靖二年（1523年）升左少卿，五年十二月升寺卿，七年居母喪。九年六月起升通政使司右通政，十年十月轉左通政，十五年正月升通政使，十八年随駕南巡承天府，升工部右侍郎，十月奉命儧运皇穹宇物料、提督工程。十九年三月升左侍郎，七月以皇穹宇成加恩，加俸二级。二十年三月奉命提督泰享殿工程，九月升本部尚书、掌通政司事，二十四年三月以考察拾遗调南京任用。罢官后曾在京城修建南池书院、北泉书院，嘉靖三十八年六月卒，享年八十一，贈太子少保，賜祭葬。

## 家族
原为保安州人，高祖鄭思明徙居保定府之涞水县，思明生秀，秀生友，以軍功授锦衣卫百户，遂定居京城。友生表，從征大同有功，晋副千户，累升指挥佥事。鄭紳为鄭表長子，母胡氏。弟鄭纹，举人，仕至济南府同知。